# Кулукасово
Кулука́сово, также Кулука́с (баш. Ҡолоҡас) — деревня в Абзелиловском районе Республики Башкортостан России, относится к Аскаровскому сельсовету.

## Население
| 1968 | 2002 | 2009 | 2010 |
| ---- | ---- | ---- | ---- |
| 188  | ↘86  | ↘79  | ↘77  |

Согласно переписи 2002 года, преобладающая национальность — башкиры (97 %).

## Географическое положение
Расстояние до:
- районного центра (Аскарово): 10 км,
- центра сельсовета (Аскарово): 10 км,
- ближайшей железнодорожной станции (Магнитогорск-Пассажирский): 57 км.

## Происхождение названия
От названия речки баш. Ҡолоҡас (рус. Кулукас).